# Комітет з питань зовнішньої політики (Швеція)
Комітет закордонних справ (швед. utrikesutskottet, UU) є комітетом у парламенті Швеції. Комітет готує питання, що стосуються відносин держави та угод з іншими державами та міжнародними організаціями та сприяє розвитку інших країн. Комітет також готує справи щодо зовнішньої торгівлі та міжнародного економічного співробітництва. Це застосовується, якщо справи не належать до підготовки будь-якого іншого комітету. 
Після формування уряду в 2019 році Кеннет Г. Форслунд був призначений головою комітету, а Ганс Уолмарк був призначений віце-президентом. 

## Список голів комітету
| Ім'я                | Термін      | Політична приналежність |
| ------------------- | ----------- | ----------------------- |
| Естен Унден         | 1938 - 1945 | Соціал-демократи        |
| Рікард Сендлер      | 1946 - 1964 | Соціал-демократи        |
| Бенгт Ельмгрен      | 1965 - 1966 | Соціал-демократи        |
| Арне Гейер          | 1967 - 1976 | Соціал-демократи        |
| Аллан Ернеліус      | 1976 - 1982 | Помірні                 |
| Стиг Алемир         | 1982 - 1991 | Соціал-демократи        |
| Даніель Таршіс      | 1991 - 1994 | Ліберальна партія       |
| Карп-Йоран Біесмарк | 1994        | Ліберальна партія       |
| Май-Ліс Лев         | 1994 - 1995 | Соціал-демократи        |
| Віола Фурубйельке   | 1995 - 2002 | Соціал-демократи        |
| Урбан Ахлін         | 2002 - 2006 | Соціал-демократи        |
| Стен Толгфорс       | 2006        | Помірні                 |
| Геран Ленмаркер     | 2006 - 2010 | Помірні                 |
| Карін Енстрем       | 2010 - 2012 | Помірні                 |
| Софія Аркельстен    | 2012 - 2014 | Помірні                 |
| Кеннет Г. Форслунд  | 2014 - 2018 | Соціал-демократи        |
| Ганс Валлмарк       | 2018 - 2019 | Помірні                 |
| Кеннет Г Форслунд   | 2019 -      | Соціал-демократи        |

## Перелік заступників Голови Комітету
| ім'я                      | термін         | Політична приналежність |
| ------------------------- | -------------- | ----------------------- |
| Пер Гранстедт             | 1988 - 1991    | Партія центру           |
| П'єр Шорі                 | 1991 - 1994 рр | Соціал-демократи        |
| Маргарет Угглас           | 1994 - 1995 рр | Помірні                 |
| Геран Ленмаркер           | 1995 - 2003    | Помірні                 |
| Гунілла Карлссон          | 2003 - 2006    | Помірні                 |
| Урбан Ахлін               | 2006 - 2014    | Соціал-демократи        |
| Карін Енстрем             | 2014 - 2017    | Помірні                 |
| Йонас Якобссон Йертлер    | 2017 - 2018    | Помірні                 |
| Кеннет Г. Форслунд        | 2018 -         | Соціал-демократи        |
| Ганс Валлмарканс Валлмарк | 2019 -         | Помірні                 |

## Зовнішні посилання
- Парламент - Комітет закордонних справ [Архівовано 6 квітня 2016 у Wayback Machine.]